# マーク・アーモンド
マーク・アーモンド（Marc Almond、出生名: Peter Mark Sinclair Almond、ピーター・マーク・シンクレア・アーモンド、OBE、1957年7月9日 - ）は、イギリスのミュージシャン。ソフト・セルのボーカルとして有名となった。
※主に1970年代に活動したイギリスのロックバンド「マーク＝アーモンド（Mark-Almond）」と混同しないよう注意が必要。

## 生い立ち
1957年7月9日、イングランドのランカシャー州サウスポートで、サンドラ・マリー・アーモンド（旧姓Dieson）とピーター・ジョン・シンクレア・アーモンドの子として生まれた。14歳の時、自動車事故のため、左耳の聴力をほぼ失う障害が残った。グラマー・スクールの生徒だった頃から、父がアルコール中毒となり、音楽に慰めを見いだすようになった。

## 影響
母の「Let's Dance」（クリス・モンテス）、「The Twist」（チャビー・チェッカー）、父のデイヴ・ブルーベックなど、両親のレコード・コレクションを聴いて育った。スコット・ウォーカー、マーク・ボラン、ブライアン・イーノ、デヴィッド・ボウイのファンである。

## 音楽キャリアと後半生
1980初頭、ソフト・セルとして、エレクトロニック・ビートのスタンスでヒット曲を発表してきた。「汚れ無き愛 (Tainted Love)」、「ベッドの上が僕の国 (Bed sitter)」(全英3位)、「トーチ」(全英2位)、「さよならと言って別れて (Say Hello Wave Goodbye)」(全英3位)、「ソール・インサイド」(全英16位)、「ホワット」(全英3位) 、そしてクラブヒットの「メモラビリア」である。1984年、最後の4枚目となるスタジオ・アルバム『ソドムの夜』のリリース後に解散したが、2001年に再結成。アルバム『クルーエルティ・ウィズアウト・ビューティー』を2002年に発表している。
ソフト・セルでの成功後、様々なジャンルの音楽家とコラボレーションを行っている。アンソニー・アンド・ザ・ジョンソン、ジュールズ・ホランド、スージー・スー、ニック・ケイヴ、P.J.プロビー、ニコ、ケリー・アリ（スニーカー・ピンプスのボーカル）、ニールX、マリー・フランス、アグネス・バーネル、リディア・ランチ、ジーン・ピットニー 、フィータス、ジミー・ソマーヴィル（コミュナーズ、ブロンスキ・ビート）、サイキックTV、コイル、サリー・ティムス、キング・ロック、ジョン・ケイル、デヴィッド・ヨハンセン（ニューヨーク・ドールズ）などである。
ソロで最大のヒットは、1989年、往年のスター歌手ジーン・ピットニーとの共演によるカバー曲「Something's Gotten Hold of My Heart」(全英1位)である。1991年にはデイヴィッド・マクウィリアムスの「The Days of Pearly Spence」が全英4位、1985年にはジミー・ソマーヴィルとブロンスキ・ビートと共にドナ・サマーの「I Feel Love」をカバーして全英3位のヒットを記録している。オリジナル作品では、「Stories of Johnny」(23位、1985年)、「Tears Run Rings」(28位、1988年)、「Adored and Explored」(25位、1995年)がヒットした。
カバー曲では、エレクトロニックやダンス・ミュージックからフランスのシャンソン、ピアノ・バラードから、ロシアのロマンス曲、ノーザンソウルやディスコなどが挙げられる。1989年にジャック・ブレルのカバー曲をアルバム化した『ジャッキー』をリリースしている。

## ディスコグラフィ

### スタジオ・アルバム
- 『化身』 - Vermin in Ermine (1984年、Some Bizzare/Vertigo) ※with ウィリング・シナーズ
- 『ジョニーの物語』 - Stories of Johnny (1985年、Some Bizzare/Virgin) ※with ウィリング・シナーズ
- Mother Fist and Her Five Daughters (1987年、Some Bizzare/Virgin) ※with ウィリング・シナーズ
- 『スターズ・ウィー・アー』 - The Stars We Are (1988年、Parlophone/Capitol) ※旧邦題『ザ・スターズ』
- 『ジャッキー』 - Jacques (1989年、Some Bizzare/Rough Trade)
- 『エンチャント』 - Enchanted (1990年、Parlophone/Capitol) ※旧邦題『魔法にかけられた王子』
- 『テネメント・シンフォニー』 - Tenement Symphony (1991年、WEA/Sire/Reprise)
- Absinthe (1993年、Some Bizzare/Play It Again Sam)
- 『ファンタスティック・スター』 - Fantastic Star (1996年、Some Bizzare/Mercury)
- 『オープン・オール・ナイト』 - Open All Night (1999年、Blue Star Music/Instinct)
- 『ストレンジャー・シングス』 - Stranger Things (2001年、Blue Star Music/XIII Bis)
- Heart on Snow (2003年、XIII BIS/Blue Star Music/Psychobaby)
- Stardom Road (2007年、Sequel/Sanctuary/BMG Direct Marketing)
- Orpheus in Exile (2009年、Strike Force Entertainment/Cherry Red) ※with Alexei Fedorov
- Varieté (2010年、Strike Force Entertainment/Cherry Red)
- Feasting with Panthers (2011年、Strike Force Entertainment/Cherry Red) ※with マイケル・キャッシュモア
- The Tyburn Tree (Dark London) (2014年、Sospiro Noir)
- The Dancing Marquis (2014年、Strike Force Entertainment/Cherry Red)
- 『テン・プレイグス』 - Ten Plagues - A Song Cycle (2014年、Strike Force Entertainment/Cherry Red)
- 『ザ・ヴェルヴェット・トレイル』 - The Velvet Trail (2015年、Strike Force Entertainment/Cherry Red)
- Against Nature (2015年)
- Silver City Ride (2016年、Closing The Circle) ※with Starcluster
- Shadows and Reflections (2017年、BMG)
- How To Destroy Angels (2018年、Cold Spring) ※with コイル、Zos Kia
- A Lovely Life to Live (2018年、Rhino) ※with ジュールズ・ホランド
- Chaos and a Dancing Star (2020年、BMG)
- 『ザ・シングス・ウィ・ロスト』 - Things We Lost (2022年、Strike Force Entertainment)

### EP
- A Woman's Story (Some Songs to Take to the Tomb – Compilation One) (1986年、Some Bizzare Virgin) ※ミニ・アルバム
- Violent Silence (1986年、Some Bizzare) ※ミニ・アルバム
- Slut (1987年、Some Bizarre) ※The Flesh Volcano名義
- Brel Extras (2008年、Blue Star Music) ※公式ウェブサイト・リリース
- Nijinski Heart EP (2010年、Strike Force Entertainment Cherry Red) ※ダウンロード
- Tasmanian Tiger EP (2014年、Strike Force Entertainment Cherry Red)
- Things We Lost (2022年、Cherry Red)[1]

### ライブ・アルバム
- 『12イヤーズ・オブ・ティアーズ』 - 12 Years of Tears - Live at the Royal Albert Hall (1993年)
- Live in Concert (1998年)
- Live at Liverpool Philharmonic Hall, 1992 (2000年)
- Live at the Union Chapel (2001年)
- The Willing Sinner - Live at the Passion Church, Berlin (2003年)
- In 'Bluegate Fields' - Live at Wilton's Music Hall (2008年)
- Marc in Soho - Live at the London Palladium Soho Jazz Festival 1986 (2009年)
- Live in Barcelona at the Apollo 2007 - A Blue Star Official Bootleg (2012年)

### マーク・アンド・マンバス
- 『アンタイトルド』 - Untitled (1982年)
- 『トーメント・アンド・トレーロズ』 - Torment and Toreros (1983年)
- Bite Black and Blues Live (1984年) ※ラウル・アンド・ルーインド名義、ファンクラブ限定

### シングル
| 1982 | "Sleaze"                                                  | マーク・アンド・マンバス名義。ファンクラブ限定                | -   | -  |
| 1983 | "Black Heart" b/w "Your Aura"                             | マーク・アンド・マンバス名義                                  | 49  | -  |
| 1983 | "Torment" b/w "You'll Never See Me on a Sunday"           | マーク・アンド・マンバス名義                                  | 90  | -  |
| 1984 | "The Boy Who Came Back" b/w "Joey Demento"                |                                                               | 52  | -  |
| 1984 | "You Have" b/w "Split Lip"                                |                                                               | 57  | -  |
| 1984 | "Tenderness Is a Weakness" b/w "Love for Sale"            |                                                               | 88  | -  |
| 1985 | "I Feel Love"                                             | ブロンスキ・ビート with マーク・アーモンド                    | 3   | 3  |
| 1985 | "Skin"                                                    | with ガイ・チェンバース。The Burmoe Brothers名義              | -   | -  |
| 1985 | "Stories of Johnny"                                       |                                                               | 23  | 17 |
| 1985 | "Love Letter"                                             |                                                               | 68  | -  |
| 1986 | "The House Is Haunted (By the Echo of Your Last Goodbye)" |                                                               | 55  | -  |
| 1986 | "A Woman's Story"                                         |                                                               | 41  | -  |
| 1986 | "Ruby Red"                                                |                                                               | 47  | -  |
| 1987 | "Melancholy Rose"                                         |                                                               | 71  | -  |
| 1987 | "Mother Fist"                                             |                                                               | 93  | -  |
| 1987 | "This House Is a House of Trouble"                        | with サリー・ティムズ（メコン）、ドリフティング・カウガールズ | -   | -  |
| 1988 | "Tears Run Rings"                                         | 全米Billboard Hot 100チャート67位                             | 26  | -  |
| 1988 | "Bitter Sweet"                                            |                                                               | 40  | -  |
| 1988 | "Something's Gotten Hold of My Heart"                     | フィーチャリング・ジーン・ピットニー                          | 1   | 1  |
| 1989 | "Only the Moment"                                         |                                                               | 45  | 26 |
| 1990 | "A Lover Spurned"                                         |                                                               | 29  | -  |
| 1990 | "The Desperate Hours"                                     |                                                               | 45  | -  |
| 1990 | "Waifs and Strays"                                        |                                                               | 88  | -  |
| 1991 | "Say Hello Wave Goodbye '91"                              | with ソフト・セル                                             | 38  | -  |
| 1991 | "Tainted Love '91"                                        | with ソフト・セル                                             | 5   | 4  |
| 1991 | "Jacky"                                                   |                                                               | 17  | 14 |
| 1992 | "My Hand Over My Heart"                                   |                                                               | 33  | -  |
| 1992 | "The Days of Pearly Spencer"                              |                                                               | 4   | 8  |
| 1993 | "What Make a Man a Man"                                   |                                                               | 60  | -  |
| 1995 | "Adored and Explored"                                     |                                                               | 25  | -  |
| 1995 | "The Idol"                                                |                                                               | 44  | -  |
| 1995 | "Child Star"                                              |                                                               | 41  | -  |
| 1996 | "Out There" / "Brilliant Creatures"                       |                                                               | 76  | -  |
| 1996 | "Yesterday Has Gone"                                      | with P.J.プロビー、マイ・ライフ・ストーリー・オーケストラ     | 58  | -  |
| 1998 | "Black Kiss"                                              |                                                               | 97  | -  |
| 1999 | "Tragedy (Take a Look and See)"                           |                                                               | 144 | -  |
| 1999 | "My Love" / "Threat of Love"                              | with ザ・クリーチャーズ                                       | -   | -  |
| 2001 | "Please Stay"                                             | with メコン                                                   | 91  | -  |
| 2001 | "Glorious"                                                |                                                               | -   | -  |
| 2001 | "Total Eclipse"                                           | with ローゼンシュトルツ、ニナ・ハーゲン                       | -   | -  |
| 2001 | "Soul on Soul"                                            | with System F                                                 | -   | -  |
| 2003 | "Gone But Not Forgotten"                                  |                                                               | -   | -  |
| 2004 | "Vanity Poverty Revenge/Neo Burlesque"                    | Punx Soundcheck featuring Marc Almond                         | -   | -  |
| 2004 | "Sheherezade"                                             | 限定ヴァイナル盤のみ                                          | -   | -  |
| 2004 | "Face Control EP"                                         | Replicant & Marc Almond                                       | -   | -  |
| 2005 | "Delirious"                                               | 限定盤                                                        | -   | -  |
| 2005 | "Prime Evil"                                              | 限定ダンス・リリース                                          | -   | -  |
| 2005 | "Perfect Honey"                                           | 限定ダンス・リリース                                          | -   | -  |
| 2005 | "Baby's on Fire"                                          | T-Total featuring Marc Almond                                 | -   | -  |
| 2007 | "I Close My Eyes and Count to Ten"                        | with サラ・クラックネル、ダウンロード限定                     | 43  | -  |

### ソフト・セル
- 『ノン・ストップ・エロティック・キャバレー』 - Non-Stop Erotic Cabaret (1981年)
- Non-Stop Ecstatic Dancing (1982年)
- 『別れの美学』 - The Art of Falling Apart (1983年)
- 『ソドムの夜』 - This Last Night in Sodom (1984年)
- 『クルーエルティ・ウィズアウト・ビューティー』 - Cruelty Without Beauty (2002年)
- Live (2003年) ※ライブ
- Soft Cell at the BBC (2003年) ※ライブ
- Say Hello, Wave Goodbye: Live (2005年) ※ライブ
- Say Hello, Wave Goodbye – 2019 (2019年) ※ライブ